# HTCC
High Temperature Cofired Ceramics (dt. Hochtemperatur-Mehrlagenkeramik) wird bei 1600–1800 °C gesintert, ist also mit der Dickschichttechnik nicht direkt kompatibel.
Häufig eingesetzte Leiterbahnmaterialien sind Wolfram und Molybdän mit gegenüber Kupfer und Aluminium zwei- bis dreimal geringerer elektrischer Leitfähigkeit. Galvanisches Vernickeln und Vergolden ist nach dem Sintern notwendig, um löt- und bondfähige Schichten zu erhalten.
Vorteile:
- hohe Ebenenanzahl (bis 70)
- hohe Integrationsrate, Leitungen und Vias um 100 µm möglich
- gute Wärmeleitung.

Nachteile:
- hohe Sintertemperatur, niedrige Leitfähigkeit der Metallisierung
- Probleme bei Hochfrequenz-Anwendungen.